# Jaryszowska Słoboda
Jaryszowska Słoboda (ukr. Слобода-Яришівська) – wieś na Ukrainie, w obwodzie winnickim, w rejonie mohylowskim.
W czasach Rzeczypospolitej wieś leżała w województwie podolskim. Odpadła od Polski w wyniku II rozbioru.